# Даниленко, Борис Олегович
Борис Олегович Даниленко (14 октября 1958, Москва) — священнослужитель Русской православной церкви, ученый-славист, издатель. Учредитель и директор АНО "Архив славянской письменности и печати". Доктор философии Венского университета (PhD, 2017); кандидат богословия Московской духовной академии (1989).
Настоятель храма святителя Николая Мирликийского в Старом Ваганькове (Москва).
Автор ряда публикаций, в том числе отдельных изданий, по литургике, славистике, истории русской религиозной мысли в зарубежье XX века. Многократно привлекался различными институциями в качестве эксперта учебных пособий и программ по гуманитарным дисциплинам. Поддерживает отношения с широким кругом ученых-славистов и богословов из Европы. Участвует в ряде международных исследовательских проектов.

## Биография
С 15-летнего возраста посещал храм Рождества Иоанна Предтечи, что на Пресне (Москва), а затем читал и пел на клиросе, прислуживал в алтаре. Примерно в этом же возрасте почувствовал призвание к священническому служению.
Окончив среднюю школу № 91 (Москва), по настоянию родителей обучался до конца 1978 года в техническом вузе по специальности «Электронные и вычислительные машины».
В 1979 году поступил в качестве алтарника в церковь Пимена Великого в Новых Воротниках. С октября 1979 по май 1980 года состоял в должности личного секретаря митрополита Минского и Белорусского (Минское епархиальное управление).
В 1980—1982 годах проходил действительную воинскую службу в Тамбове. В этот период регулярно посещал Покровский собор, окормлялся духовно у архиепископа Тамбовского и Мичуринского Михаила (Чуба), известного патролога и историка Церкви. Вплоть до кончины архиепископа Михаила в 1985 году имел с ним близкое духовное общение, давшее окончательное направление религиозным и научным интересам.
По демобилизации из армии был принят во 2-й класс Московской духовной семинарии; в 1985 году по окончании семинарии поступил на 1-й курс Московской духовной академии, которую закончил в 1989 году первым по разрядному списку со степенью кандидата богословия за курсовое сочинение «Окозрительный Устав святителя Геннадия Новгородского». С ноября 1989 по август 1990 года проходил обучение в Институте восточных церквей в Регенсбурге (Германия).
Рукоположен епископом Дмитровским Александром (Тимофеевым), ректором МДАиС, во диакона 3 апреля 1985 года, во священника им же — на праздник Благовещения 1987 года. Награждён наперсным крестом по благословению патриарха Московского и всея Руси Пимена 18 апреля 1988 года. Патриархом Московским и всея Руси Алексием возведён в сан протоиерея 7 мая 1995 года, удостоен права ношения палицы 8 апреля 2001 года, награждён крестом с украшением на Пасху 2005 года.
С 1987 по 2018 год возглавлял в должности директора (до 1991 года — заведующего) Синодальную библиотеку Московского патриархата. С 14 августа 1991 года по 22 июля 2013 года являлся настоятелем патриаршего подворья в бывшем Андреевском монастыре (Москва) . В апреле 1999 года решением Священного синода Русской православной церкви назначен ответственным секретарем Синодальной библейской комиссии, занимал эту должность до преобразования последней в Синодальную библейско-богословскую комиссию в 2009 году. В 2005—2007 годах состоял в Епархиальном совете Москвы. С 1 января 2005 года до конца 2010 года — был председателем комиссии по православным общеобразовательным учреждениям при Епархиальном совете Москвы. С 2009 по 2022 год являлся членом издательского совета Русской православной церкви.
C 28 марта 2017 года настоятель храма Святителя Николая Мирликийского в Старом Ваганькове. Указом патриарха Кирилла за усердное служение Церкви к празднику Святой Пасхи 2021 года был удостоен богослужебно-иерархической награды — права служения Божественной литургии с отверстыми Царскими вратами до «Херувимской песни».
С января 2015 по ноябрь 2017 года состоял докторантом Венского университета, а 9 ноября 2017 года защитил там работу на учёную степень доктора философии по славистике «Die kirchenslawische Übersetzung der Jakobus-Liturgie von Ivan Gardner: Textologie und Kulturgeschichte».

## Основные публикации
- Молитва на наречение имени младенцу // Журнал Московской Патриархии. — 1983. — № 5. — С. 79-80.
- Таинство Крещения: Молитва во еже сотворити оглашеннаго // Журнал Московской Патриархии. — 1983. — № 9. — С. 77-78.
- Таинство Крещения: Оглашение как наставление в истинах христианской веры // Журнал Московской Патриархии. — 1983. — № 11. — С. 78-79.
- Таинство Крещения: Молитвы запрещений в чине оглашения // Журнал Московской Патриархии. — 1983. — № 12. — С. 74-76.
- Таинство Крещения: Завершение оглашения // Журнал Московской Патриархии. — 1984. — № 1. — С. 79-80.
- К трагической кончине монахинь Варвары и Вероники: [Некролог] // Журнал Московской Патриархии. — 1984. — № 12. — С. 42-43.
- Высокопреосвященный Михаил, архиепископ Тамбовский и Мичуринский: [Некролог] // Журнал Московской Патриархии. — 1985. — № 11. — С. 48-50.
- Святейший Патриарх Герман — гость Русской Православной Церкви // Журнал Московской Патриархии. — 1986. — № 12. — С.
- Круглый стол: 1000-летие христианизации Руси: [Текст выступления] / Священник Борис Даниленко // Советское славяноведение. — 1988. — № 6. — С. 47-49.
- Светът на славистиката: X медународен конгрес на славистите. София 14-22. 09.88 // Народна култура: Седмичник за изкуство, култура и публицистика, носител на орден «Георгий Димитров». — № 40 (1679). — 30 септембри. — 1988. — С. 6.
- Семиография «Окозрительного устава» архиепископа новгородского Геннадия // Герменевтика древнерусской литературы. Сборник 1: XI—XVI века. — М., 1989. — С. 349—367.
  - Семиография Окозрительного устава архиепископа новгородского Геннадия // Вестник Русского Западно-Европейского патриаршего экзархата. — Париж, 1989. — № 117. — С. 235—245.
- Quellen und Ströme: Gespräch mit «Sowjetskaja Bibliografia» 3/88 über die Gestaltung der neuen Synodalbibliothek / Priester Boris Danilenko // Stimme der Orthodoxie. — Berlin, 1989. — № 3. — S. 36-41. (См. № 9).
- Окозрительный устав архиепископа Геннадия Новгородского: Диссертация на соискание ученой степени кандидата богословия. — Загорск: Московская духовная академия, 1989. — 192 c. — [Машинопись].
- Окозрительный устав в истории богослужения Русской Церкви. — München: Verlag Otto Sagner, 1990. — 144 c. — (Slavistische Beiträge; Bd. 258).
- От издателей // Святитель Кирилл, архиепископ Иерусалимский. Поучения огласительные и тайноводственные. — М.: Синодальная библиотека, 1991. — С. 5-6.
- Oт издателей // Фонкич Б. Л., Поляков Ф. Б. Греческие рукописи Московской Синодальной библиотеки: Палеографические, кодикологические и библиографические дополнения к каталогу архимандрита Владимира (Филантропова). — М.: Синодальная библиотека: Мартис, 1993. — C. 5-12.
- Богослужебный Устав в Русской Церкви // Russie. Mille ans de vie chrétienne. Les études théologiques de Chambésy. — 1993. — T. 10. — P. 149—159.
- Окозрительный устав. Сербское влияние на его возникновение и бытование в России // Проучавање средњовековних јужнословенских рукописа: Зборник радова С? III Међународне Хиландарске конференције одржане од 28. до 30. марта 1989 / Уредник Павле Ивић. — Београд, 1995. — С. 75-93.
- Нужен Российский фонд книжного дела // Читающая Россия: мифы и реальность: По материалам российской научно-практической конференции. Москва, декабрь 1996. — М.: Либерея, 1997. — С. 170—171.
- Предисловие // Григорий Ландау. Эпиграфы: (Берлин, 1927 — Париж, 1930) / Редакция и послесловие Федора Полякова. — М.: Пробел, 1997. — С. 3-6.
- Зерна единого хлеба; Указатель статей и публикаций журнала «Путь» (Париж, 1925—1940). — M.: Business Forms Company, 1998. — 80 С.
- Конференция в Синодальной библиотеке // Журнал Московской Патриархии. — 1999. — № 1. — С. 42-45.
- От редактора // Рукописные собрания церковного происхождения в библиотеках и музеях России: Сборник докладов конференции 17-20 ноября 1998 года, Москва / Под общей редакцией протоиерея Бориса Даниленко. — М.: Синодальная библиотека Московского Патриархата, 1999. — С. 3-5.
- Русские богословы и церковные историки в европейской эмиграции XX века // Церковно-исторический вестник. — М.: Издание Общества любителей церковной истории, 1999. — № 4-5. — С. 224—231.
- Русские богословы и церковные историки в европейской эмиграции XX века / Протоиерей Борис Даниленко (Синодальная библиотека Московского Патриархата) // Русская религиозность: Проблемы изучения / Сост. А. И. Алексеева и А. С. Лаврова. — СПб.: Фонд по изучению истории Русской Православной Церкви во имя Святителя Димитрия Ростовского, 2000. — С. 244—255.
- Андреевский монастырь в Пленницах / В. С. Румянцева, прот. Борис Даниленко // Православная энциклопедия. — М.: Церковно-научный центр «Православная энциклопедия», 2001. — Т. 2. — С. 350—351.
- Свидетельство в изгнании. Наследие русской православной традиции в рассеянии XX века / Борис Даниленко, протоиерей (Москва) // Вера как ценность: Материалы Всероссийской научной конференции. Великий Новгород, 25-27 июня 2002 года. — Великий Новгород: НовГУ им. Ярослава Мудрого, 2002. — С. 123—133.
- Путь ревнителя церковной науки // Церковный вестник. — 2003. — № 24 (277). — С. 11.
- Биографические материалы по истории российской иерархии в государственных и церковных библиотеках и архивах России // Десятая юбилейная Международная Конференция «Крым 2003»: Библиотеки и ассоциации в меняющемся мире: новые технологии и новые формы сотрудничества. Труды конференции. — М.: ГПНТБ России, 2003. — С. 1033—1036.
- Неизменный принцип Божественной любви: Выступление на конференции Ротари Интернэшнл 8 декабря 2004 года / Протоиерей Борис Даниленко, директор Синодальной библиотеки Московского Патриархата, настоятель Патриаршего подворья в Святоандреевском монастыре// Доктор Татьяна: Журнал-клуб. — 2005. — № 9. — С. 8-9.
- Н. Н. Глубоковский: труды на чужбине (1921—1937) / Протоиерей Борис Даниленко // Н. Н. Глубоковский. Академические обеты и заветы: Из академических уроков за 1891—1918 учебные годы; Из автобиографических записок; Обращение к выпускникам, учащимся и наставникам Вологодской духовной семинарии / Под общей редакцией протоиерея Бориса Даниленко и иеромонаха Петра (Еремеева). — М.; Сергиев Посад: Синодальная библиотека Московского Патриархата, 2005. — С. 11-21.
- Библиография прижизненных публикаций Н. Н. Глубоковского, относящихся к периоду его эмиграции (1921—1937) // Н. Н. Глубоковский. Академические обеты и заветы: Из академических уроков за 1891—1918 учебные годы; Из автобиографических записок; Обращение к выпускникам, учащимся и наставникам Вологодской духовной семинарии / Под общей редакцией протоиерея Бориса Даниленко и иеромонаха Петра (Еремеева). — М.; Сергиев Посад: Синодальная библиотека Московского Патриархата, 2005. — С. 137—145.
- К читателям / Протоиерей Борис Даниленко // Поройков С. Ю. Физическая и религиозная реальность. — М.: ЛЕНАНД, 2006. — С. 9-10.
- Перевод и интерпретация Священного Писания в этнокультурах Дальнего Востока / Протоиерей Борис Даниленко, директор Синодальной библиотеки, ответственный секретарь Патриаршей Синодальной библейской комиссии // Христианство на Дальнем Востоке: Материалы международной научно-практической конференции. Хабаровск, 19-20 сентября 2006 г. — Хабаровск: Хабаровская духовная семинария, 2006. — С. 116—119. Архивная копия от 2 октября 2018 на Wayback Machine
- Марафонец. Из путевых впечатлений: [Рассказ] // Благовестник: Вологодская епархиальная газета. — 2006. — № 4-6 (132—134). — С. 27-31. — Перепечатка фрагмента рассказа: Заречный рубеж: Русская патриотическая газета. — Тула. — 2007. — № 8. — С. 7.
- Патриарший омофор над библейской наукой / Протоиерей Борис Даниленко, ответственный секретарь Патриаршей Синодальной библейской комиссии // Встреча: Студенческий православный журнал Московской духовной академии. — 2007. — № 1 (24). — С. 4-8.
- Книга-открытие. [Отзыв на издание: Hannick Christian. Das altslavische Hirmologion. Edition und Kommentar. — Freiburg i. Br., 2006] / Протоиерей Борис Даниленко, директор Синодальной библиотеки, Москва // Фома: Православный журнал. — 2007. — № 3 (47). — С. 121.
- Синодальная библиотека Московского Патриархата / Протоиерей Борис Даниленко // Библиотечная энциклопедия. — М.: Издательство «Пашков дом», 2007. — С.
- [Материалы круглого стола.] Как сохраняются документы современных церковных учреждений: «круглый стол» в редакции / Протоиерей Борис Даниленко, директор Синодальной библиотеки Московского Патриархата, кандидат богословия // Отечественные архивы: научно-практический журнал. — 2007. — № 4. — С. 115—117.
- Предисловие к «Торжеству» / Протоиерей Борис Даниленко, директор Синодальной библиотеки Московского Патриархата // Встреча: Студенческий православный журнал Московской духовной академии. — 2007. — № 2 (25). — С. 38.
- Синодальная библиотека Русской Православной Церкви: К 20-летию возрождения // Журнал Московской Патриархии. — 2007. — № 10. — С. 14-28.
- Православное богослужение в русской литературе // Духовный потенциал русской классической литературы: Сборник научных трудов / Московский государственный областной университет. — М.: Русский мир, 2007. — С. 14-38.
- Вдали от Родины: Последние годы жизни Н. Н. Глубоковского (1921—1937) по архивным материалам / Протоиерей Борис Даниленко. Приложение: Николай Глубоковский. Архиепископ Натан Седерблюм, как христианский и «экуменический» деятель. (По личным впечатлениям, наблюдениям и воспоминаниям) / Публикация протоиерея Бориса Даниленко // Die russische Diaspora in Europa im 20. Jahrhundert: Religiöses und Kulturelles Leben / Herausgegeben von Adelbert J. M. Davids und Fedor B. Poljakov. — Frankfurt am Main; Berlin; Bern; Bruxelles; New York; Oxford; Wien: Peter Lang, 2008. — С.71-117.
- Слово в неделю пред Рождеством Христовым. Память священномученика Игнатия Богоносца Архивная копия от 1 июля 2019 на Wayback Machine // Журнал Московской Патриархии. — 2008. — № 1. — С. 70-71.
- Мнение // Учительская газета: Независимое педагогическое издание. — 2008. — № 3 (10188). — 22 января. — С. 7. — Реплика к публикации: ОПК включат в ДНК: В российских школах появится новая образовательная область — «Духовно-нравственная культура».
- Православная традиция и современные реалии в российской школе XXI века / Доклад протоиерея Бориса Даниленко, директора Синодальной библиотеки [на Всероссийской конференции «Государственные образовательные стандарты нового поколения в контексте формирования нравственных и духовных ценностей обучающихся»] // Журнал Московской Патриархии. — 2008. — № 3. — С. 44-49.
  - Православная традиция и современные реалии в российской школе XXI века // Православная культура в школе: практика, проблемы, перспективы. Сборник материалов и документов. — М.: Синодальная библиотека, 2008. — С. 27-35. — XVI международные Рождественские образовательные чтения.
- Материалы к творческой биографии И. А. Гарднера (1898—1984). — М.: Синодальная библиотека Московского Патриархата; München: Verlag Otto Sagner, 2008. — 324 c.
- Суббота от суббот. Жизнь и религиозная поэзия М. И. Лот-Бородиной // Православное книжное обозрение. — 2011. — № 4. — С. 48-53.
- И. А. Гарднер и его «Письма из Подкарпатской Руси» // Русская культура в Европе. — Frankfurt am Main, 2016. — Vol. 13. — P. 317—348.
- Славянские переводы творений святого Мефодия Патарского. К вопросу о славянской версии ранних святоотеческих текстов, посвященных библейской экзегезе // Studi Slavistici. Rivista dell’ Associazione Italiana Slavisti. — Firenze: University Press, 2016. — Vol. XIII. — P. 369—388.
- Церковнославянские переводы литургии апостола Иакова по рукописям XVI—XIX веков // Wiener Slavistisches Jahrbuch (Neue Folge) / Herausgegeben von Stefan Michael Newerkla & Fedor B. Poljakov. — Wiesbaden: Harrassowitz Verlag, 2017. — Bd. 5. — S. 104—132.
- Памяти Екатерины Юрьевны Гениевой / Протоиерей Борис Даниленко // «…Если сказать по чести…»; М.: ГАММА-ПРЕСС, 2019. С. 135-140.
- Литургия апостола Иакова в церковнославянском переводе И. А. Гарднера: история и текстология. Wien-Berlin: Peter Lang, 2020. ISBN 978-3-631-80794-1
- От редактора // Гарднер И.А. Море житейское: воспоминания в четырех томах. Т. 1: Скитания (1920-1922). Кн. 1: На берегах Босфора / под ред. протоиерея Бориса Даниленко. — М.: Архив славянской письменности и печати, 2021. — С. 5-16.
- От редактора // Гарднер И.А. Море житейское: воспоминания в четырех томах. - Т. 1: Скитания (1920-1922). Кн. 2: Остров добровольных русских изгнанников; кн. 3: Болгария / под ред. протоиерея Бориса Даниленко. - М.: Архив славянской письменности и печати, 2022. — С. 5-8.

интервью
- Истоки и преемственность: [Интервью] // Советская библиография. — 1988. — № 3. — С. 71-78. (Пер. на нем. яз. — см. № 13)
- Библиотека создана — работа начинается // Журнал Московской Патриархии. М., 1988. — № 4. — С. 30-31.
- Запечатленная память Православия / Беседовал Олег Бородин // Библиотека. — 1997. — № 4. — С. 18-22.
- Питомник на монастырском подворье / Беседовала Ольга Гаранина // Друг. — 1998. — № 5 (58). — С. 25-29.
- Возвращение изгнанников / Беседовал Владимир Лейгода // Церковь и общество. — 1998. — № 5-6. — С. 91-95.
- Это был по-настоящему русский человек: Беседа о великом богослове Н. Н. Глубоковском с директором Синодальной библиотеки Московского Патриархата протоиереем Борисом Даниленко / Беседовал Андрей Сальников // Благовестник: Вологодская епархиальная газета. — 2003. — № 8-10 (100—102). — С. 8-9.
  - Это был по-настоящему русский человек: Беседа о великом богослове Н. Н. Глубоковском с директором Синодальной библиотеки Московского Патриархата протоиереем Борисом Даниленко // Глагол времени: Исследования и материалы: Статьи и сообщения межрегиональной научной конференции «Прокопиевские чтения». — Вологда: Книжное наследие, 2005. — С. 409—416.
- Англичанин выучил русский только для того, чтобы читать труды нашего земляка: [Беседа протоиерея Бориса Даниленко с Андреем Сальниковым] // КС-Зеркало: Вологодская областная газета. — 2003. — № 159. — С. 2.
- Настоятель и раритеты / Беседу вел Александр Нефедов // Тверская, 13: Газета Правительства Москвы. — 2003. — № 120(756) — С. 4.
- Протоиерей Борис Даниленко: Мы должны дать детям новое по форме религиозное образование / Беседовала Светлана Рябкова // Церковный вестник. — 2005. — № 15-16. — С. 7.
- Древо книжности и его плоды [Беседа Руслана Поддубцева с протоиереем Борисом Даниленко] // Православное книжное обозрение. — 2011. — № 2. — С. 16—21.

Электронные издания
С 1998 года в качестве редактора и составителя издал мультимедийную серию «Библиотека русской религиозно-философской и церковно-исторической мысли: на исходе XX века» на CD-ROM (Sony DADC, 1998—2001). 4 её выпуска:
- Журнал «Путь» (Париж, 1925—1940 гг.)
- 12-ти томная «Православная богословская энциклопедия» под редакцией А. П. Лопухина и Н. Н. Глубоковского (Спб., 1900—1911 гг.)
- Описание славянских рукописей Синодальной библиотеки.
- Описание греческих рукописей Синодальной библиотеки.

Музыкальные издания
- Всенощное бдение. Песнопения и звоны (CD-ROM). Год записи — 1999. Годы издания — 1999, 2005.
- «Чертог Твой вижду, Спасе мой, украшенный…» Песнопения Страстной седмицы
- Иже херувимы: Херувимская песнь. Маленькая антология
- Памяти Павла Григорьевича Чеснокова (1877—1944). Песнопения всенощного бдения, литургии, богослужений Великого Поста и Пасхи
- И чтим Покров Твои Святый. Божественная литургия в день Покрова Пресвятой Богородицы
- Памяти Ивана Алексеевича Гарднера (1898—1984)